# DBF

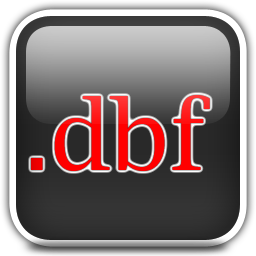
"Логотип" .дбф (.dbf)

DBF (Data Base File) — формат хранения данных, используемый в качестве одного из стандартных способов хранения информации в системах управления базами данных.
Формат был разработан Уэйном Рэтлиффом ( (англ.) Wayne Ratliff) для своей СУБД Вулкан (англ. Vulcan), разработанной для ОС CP/M и не получившей распространение. Широко стал известен с распространением СУБД dBase II для DOS, созданной им в компании Aston−Tate на основе Вулкана с участием Джорджа Тейта (англ. George Tate) и Хэла Лашли (англ. Hal Lashlee).
В новых версиях — dBase III, dBase IV — формат модифицировался и расширялся. Также, благодаря простоте и удобству обработки, стал популярен в разных СУБД, где использовались свои расширения формата. Такие клоны называют общим термином xBase. Из-за отсутствия стандарта не всякая программа может правильно прочитать и корректно записать произвольный файл .DBF.

## Общие сведения
Основная информация хранится в файле с суффиксом .DBF.
DBF-файл делится на заголовок, в котором хранится информация о структуре базы и количестве записей (в новых версиях — и о некоторых других характеристиках, например используемой кодовой странице), и собственно область данных, представляющую собой последовательно организованную таблицу из записей фиксированной длины. Записи состоят из полей фиксированной длины.
Первый байт файла содержит номер версии формата и битовую маску дополнений.
Запись начинается с признака удаления размером один байт, возможные значения: пробел HEX: 20 и «*» HEX: 2A (запись помечена на удаление). Физическое удаление помеченных записей производится при выполнении операции «упаковка» (в большинстве СУБД xBase — командой PACK). Удалённые записи могут быть восстановлены до проведения упаковки базы.
Упаковка DBF-файла — процедура физического удаления помеченных на удаление записей из базы данных формата DBF. Первый вариант упаковки (использованный в dBase II) — сортировка записей, когда все помеченные на удаление сдвигаются в конец файла. В более поздних разработках обычно реализуется копированием из исходного файла в новый только валидных записей (не помеченных на удаление), по завершении копирования прежний файл замещается новым.
Дополнительные файлы, появившиеся с развитием формата (перечислены не все):
- .DBT — содержимое полей типа «memo» (данные переменной длины, обычно текст) dBase III, IV, и Clipper;
- .FPT — содержимое полей типа «memo» FoxBase, «memo» и «object» FoxPro;
- .IDX — индексный файл, используется в dBase;
- .NTX — индексный файл, используется в Clipper;
- .CDX — индексный файл FoxPro и 1C;
- .MDX — мультииндексный файл.

Файлы дополнительных полей и индексов не являются самостоятельными и не могут быть прочитаны без соответствующего им .DBF-файла. В связи с этим их описание обычно включают в качестве составной части описания формата .DBF.

## История
Уэйн Рэтлифф начал работать над форматом файлов для СУБД Вулкан в январе 1978 года, и в октябре 1979 года программа Вулкан, использующая первую версию файлов .DBF, была им выпущена в продажу.
В 1980 была выпущена новая версия программы, использовавшая .DBF второй версии, под коммерческим названием dBase II её стали продавать через компанию Ashton−Tate, где работал один из партнёров Рэтлиффа.
Вторая версия формата использовалась также и в dBase III, появившейся в 1984 году. Но уже в dBase III+ (1985 год) была реализована новая, третья версия формата DBF. dBase III и dBase III+ несовместимы по формату файлов.
dBase IV, выпущенная в 1988 году, использовала тоже новую версию формата — четвёртую.
Пятая версия формата DBF была реализована в 1994 году, когда Borland выпустила последнюю версию dBase для DOS — dBase V.
Седьмая версия DBF появилась в 1997 году с выходом dBase 7 (только для Windows).

## Описание формата
Сведения о формате версии 1, использованном в СУБД Vulcan, не сохранились. Известно только, что максимально допустимое число полей в записи данных было 16.

#### DBF версии 2
Длина заголовка 520 байт, значение номера версии (первый байт заголовка) — 2, максимальное количество полей в записи данных — 32.
| № Байта | Значение |
| ------- | --- |
| 0       | Version number |
| 1−2     | Число записей в файле (16−битное число Little endian) |
| 3       | Год даты последней модификации в файле |
| 4       | Месяц даты последней модификации в файле |
| 5       | День даты последней модификации в файле |
| 6−7     | Длина (каждой) записи данных в файле (16−битное число LE) |
| 8−520   | Массив описаний полей (32 элемента по 16 байт), завершающийся символом возврата каретки (HEX: OD). Если в структуре файла есть все 32 записи, 520-й байт — HEX: OD. |
| …       | записи БД |
| EOF     | Файл завершается символом EOF, HEX: 1A |

Структура описания поля в массиве описаний полей. Размер: 16 байт.
| № Байта | Значение |
| ------- | --- |
| 0−10    | Имя поля: строка от одного до 10 символов множества «alnum» и завершающий нуль-символ (HEX: 00), обычно лишнее место заполняется нуль-символами. |
| 11      | Тип поля: C, N или L (символьное, числовое, логическое)                                                                                          |
| 12      | Длина поля |
| 13−14   | Адрес поля в памяти (англ. Field adress in memory)                                                                                               |
| 15      | Десятичный счётчик полей (англ. Field decimal count)                                                                                             |

Запись начинается с признака удаления длиной в один байт. Запись помечена на удаление, если его значение равно «*» (HEX: 2a, символ звёздочки). Нормальное значение — " " (пробел, HEX: 20).

#### DBF версии 3
С версии dBase III+ формат файла DBF кардинально изменился:
- главное изменение — заголовок переменной длины;
- начальный байт содержит битовую маску: три младших бита — номер версии, бит 7 — наличие файла .DBT с полями типа memo;
- байт № 28 содержит признак наличия индексного файла и его тип;
- тип данных D (Data) — дата в формате ГГГГММДД;
- прочие изменения.

#### DBF версии 4
Для dBase IV была разработана четвёртая версия формата DBF.
Отличия от предыдущих:
- бит 4 в байте версии совместно с седьмым битом означает новый формат файла с полями типа memo, биты с 4 по 6 — признаки таблиц SQL;
- тип поля F (float) длиной 20 байт — десятичное число с плавающей точкой;
- многоиндексные файлы *.MDX.

#### DBF версии 5
В dBase V использована пятая версия формата DBF.
Нововведения:
- тип поля B (Binary) подобный memo, но для произвольных данных;
- тип поля G (General) для объектов OLE и подобных.

#### DBF версии 7
Седьмая версия dBase использует новый формат DBF тоже под номером 7, который кардинально отличается от предыдущих.

#### Сводная таблица версий
Нулевой байт файла DBF содержит номер версии формата и битовые признаки дополнительных файлов.
| 0x02 | dBase II и FoxBASE                                             |
| 0x03 | FoxBASE+ или Dbase III+ без полей типа «memo»                  |
| 0x30 | Visual FoxPro                                                  |
| 0x31 | Visual FoxPro с автоинкрементом                                |
| 0x32 | Visual FoxPro с полями типов Varchar и/или Varbinary           |
| 0x43 | dBASE IV файл таблиц SQL без полей типа «memo»                 |
| 0x63 | dBASE IV системный файл SQL без полей типа «memo»              |
| 0x83 | FoxBASE+ или Dbase III+ с полями типа «memo»                   |
| 0x8B | dBASE IV файл таблиц SQL с полями типа «memo»                  |
| 0xCB | dBASE IV системный файл SQL с полями типа «memo»               |
| 0xF5 | FoxPro до версии 2.6 с полями типа «memo»                      |
| 0xE5 | Clipper Six с файлом SMT (содержит значения полей типа «memo») |
| 0xFB | FoxBASE                                                        |